# (38612) 2000 AA79
2000 AA79 (asteroide 38612) é um asteroide da cintura principal. Possui uma excentricidade de 0.15006200 e uma inclinação de 5.82208º.
Este asteroide foi descoberto no dia 5 de janeiro de 2000 por LINEAR em Socorro.